# مجید نصیرپور
مجید نصیرپور سردهایی (زاده ۱۳۴۷ سرآب - ) سیاستمدار اصلاح طلب ایرانی است که نماینده دور دوازدهم مجلس شورای اسلامی از حوزۀ انتخابیۀ سرآب است. وی پیش‌تر هم نمایندۀ سرآب در دوره هشتم مجلس شورای اسلامی بوده‌است.
مجید نصیرپور سردهایی در مجلس هشتم نائب‌رئیس اول کمیسیون اجتماعی مجلس هشتم (در سال اول فعالیت مجلس) بود. وی در دولت اول حسن روحانی به عنوان معاون نظارت و هماهنگی معاونت امور مجلس رئیس‌جمهور فعالیت می‌کرد. مجید نصیرپور سردهایی، داوطلب نمایندگی در دوره‌های ششم و هفتم مجلس نیز بود که در نهایت در انتخابات مجلس هشتم به پیروزی رسید. در انتخابات مجلس هشتم، در دور اول با کسب ۱۹٫۳۳٪ از کل آرا به همراه یوسف داودی (با کسب ۲۱٫۰۵٪ از کل آرا) به دور دوم راه یافتند. وی در انتخابات ۶ اردیبهشت سال ۱۳۸۷ با کسب ۲۷٬۱۳۹ رای از مجموع ۴۹٬۰۴۰ رای، توانست به مجلس راه یابد. در دوران نمایندگی وی خانه‌ ملت سرآب، به عنوان اولین خانه‌ ملت کشور، در نهم اردیبهشت ۱۳۸۸ افتتاح شد. وی دارای مدرک دکتری جامعه‌شناسی می‌باشد. نصیرپور برای یازدهمین دوره انتخابات مجلس شورای اسلامی از حوزه انتخابیه سرآب نیز نامزد شده بود. وی مدیرکل کمیسیون‌ها، صحن و مشاوران مجلس شورای اسلامی هم بوده‌است.
وی با رأی اعضای شورای مرکزی حزب جمهوريت ايران اسلامی در اسفند سال ۱۳۹۹ به عنوان دبیرکل این حزب اصلاح‌طلب برگزیده شد. این رأی‌گیری از سوی حجت‌الاسلام رسول منتجب‌نیا با استناد به لزوم وجود دو سوم اعضای شورای مرکزی مورد شک و شبهه واقع شد.